# Ferrorodonita
La ferrorodonita és un mineral de la classe dels silicats, que pertany al grup de la rodonita. Rep el seu nom degut a la seva relació amb la rodonita.

## Característiques
La ferrorodonita és un inosilicat de fórmula química CaMn₃Fe(Si₅O15). És l'equivalent de la rodonita amb substitució del manganès per ferro. Va ser aprovada com a espècie vàlida per l'Associació Mineralògica Internacional l'any 1980. Cristal·litza en el sistema triclínic. Form agregats granulars compostos per cristalls tabulars gruixuts a prismàtics curts, amb vores arrodonides, de fins a 2 centímetres d'ample. La seva duresa a l'escala de Mohs és 6.

## Formació i jaciments
Va ser descoberta a Broken Hill, al comtat de Yancowinna, a Nova Gal·les del Sud (Austràlia). També ha estat descrita a les pedreres Pumice, a Wingertsberg, al complex volcànic del llac Laach, a Eifel (Renània-Palatinat, Alemanya).